# بادخورک کوهی
بادخورک کوهی یا بادخورک شکم‌سفید (نام علمی: Tachymarptis melba) نام یک گونه از تیره بادخورکان است. بادخورک کوهی در مناطق کوهستانی از جنوب اروپا تا هیمالیا زندگی می‌کند.